# Zmaga Klofutar
Zmaga Klofutar (1940) è un'ex sciatrice alpina slovena che gareggiò per la nazionale jugoslava.

## Biografia
Sciatrice polivalente, in campo internazionale Zmaga Klofutar debuttò in occasione delle Silberkrugrennen 1961 (Badgastein, 3-5 febbraio), dove si classificò 59ª nella discesa libera e non completò lo slalom gigante e lo slalom speciale
, e disputò le sue ultime gare al trofeo Zlata lisica 1964 (Maribor, 29 febbraio-1 marzo); in ambito nazionale vinse il titolo jugoslavo di discesa libera nel 1963. Non prese parte a rassegne olimpiche o iridate.

## Palmarès

### Campionati jugoslavi
- 1 oro (discesa libera nel 1963)[3]